# Gildo Siorpaes
Gildo Siorpaes   (Cortina d'Ampezzo, 12 de gener de 1938) és un pilot de bob, esquiador i entrenador d'esquí italià, ja retirat, que va competir durant les dècades de 1950 i 1960. És germà del també pilot de bob Sergio Siorpaes.
Siorpaes començà practicant esquí alpí el 1956 i fou membre de la selecció nacional italiana entre el 1960 i 1974, aconseguint els millors èxits a mitjans dels 60, quan guanyà tres medalles al Campionat Nacional de descens.
El 1964 va prendre part en els Jocs Olímpics d'Hivern d'Innsbruck, on guanyà la medalla de bronze en la prova del bobs a dos del programa de bob. Formà equip amb Eugenio Monti, Sergio Siorpaes i Sergio Siorpaes.
De 1967 a 1970 fou entrenador de l'equip femení nacional italià i de 1979 a 1995 fou director d'una l'escola d'esquí a Cortina d'Ampezzo.